# Blanus mendezi
Blanus mendezi és una espècie de rèptil extint del Miocè de Catalunya. Visqué fa aproximadament 11 milions d'anys, cosa que en fa el representant més antic conegut del seu grup al Mediterrani occidental. L'holotip és un crani complet amb el maxil·lar inferior articulat, conservat a l'Institut Català de Paleontologia Miquel Crusafont i trobat a ACM/C8-A4, una localitat del Miocè mitjà propera als Hostalets de Pierola.

## Sistemàtica
B. mendezi pertany al grup dels amfisbenis, o «llangardaixos cecs», un clade poc conegut d'escatosos que viuen sota terra i sovint manquen d'extremitats. Les dades moleculars i paleontològiques indiquen que els amfisbenis són un tàxon germà dels lacèrtids, de manera que haurien perdut les extremitats independentment de les serps. Els amfisbenis i els lacèrtids probablement divergiren durant el Cretaci superior, tot i que els primers animals que es poden classificar amb certesa com a amfisbenis no aparegueren fins al Paleogen. La majoria de les 150–190 espècies vivents d'aquest grup es troben als continents meridionals (Afro-Aràbia i Sud-amèrica). N'hi ha poques que visquin a la zona mediterrània. A part de Trogonophis wiegmanni (Trogonophidae), tots els amfisbenis vivents pertanyen al gènere Blanus, que anteriorment s'assignava a la família Amphisbaenidae, però actualment es classifica a la seva pròpia família, Blanidae, en consonància amb el que diuen les proves moleculars i morfològiques.
La divergència dels clades d'amfisbenis vivents s'ha atribuït principalment al fenomen conegut com a «vicariança». També hi podria haver contribuït la dispersió oceànica intercontinental, tal com indica la presumpta relació de tàxons germans entre els blànids, del Mediterrani, i els cadeids, del Carib. Tanmateix, resultats més recents posen en dubte aquesta relació. Pel que fa als llangardaixos cecs del Mediterrani, les dades moleculars han revelat l'existència de tres clades vivents, que actualment ocupen àmbits diferents: un clade del Mediterrani oriental (Blanus strauchi), un d'ibèric (B. cinereus i, possiblement, l'espècie críptica recentment descoberta B. mariae, però vegeu la referència) i un del nord-oest d'Àfrica (B. mettetali i B. tingitanus). Les anàlisis moleculars suggereixen que el clade ibèric i el del nord-oest d'Àfrica són els més propers, mentre que el del Mediterrani oriental hauria estat el primer a separar-se.